# Kōji Watanabe
Kōji Watanabe (渡邊康二?, Watanabe Kōji; Ashiya, 19 gennaio 1942) è un ex tennista giapponese.

## Carriera
Nei tornei del Grande Slam ha ottenuto il suo miglior risultato raggiungendo i quarti di finale di doppio agli Australian Championships nel 1965, in coppia con Osamu Ishiguro, e di doppio misto a Wimbledon sempre nello stesso anno, in coppia con Kazuko Sawamatsu.
In Coppa Davis ha disputato un totale di 44 partite, collezionando 28 vittorie e 16 sconfitte.